# Наката, Ясутака
Ясутака Наката (род. 6 февраля 1980 в Канадзаве, Исикава) — японский композитор, диджей, музыкальный продюсер. В 1997 году они с вокалисткой Тосико Косидзима организовали группу Capsule. В роли композитора и продюсера группы выступил сам Наката. Формально они дебютировали в 2001 году. Начиная с 2003 года он продюсировал поп-группу Perfume. Наката работал и с несколькими другими японскими поп-исполнителями, включая Ami Suzuki и Meg. Также он сделал ремиксы песен других артистов, включая группу m-flo и исполнительницу Leah Dizon. При сотрудничестве с Yamaha он запустил свой собственный лейбл, contemode.

## Перечень продюсированных артистов
- capsule — проект музыкальной группы с вокалисткой Тосико Косидзима, действует с 2001 года.
- Ами Судзуки — продюсировано создание FREE FREE/Super музыки и альбома Supreme Show 2008 года.
- marino — независимый Picopop артист, продюсированы две песни в её альбоме Lollipop 2006 года и переиздание 2009 года lollipop+
- COLTEMONIKHA — проект музыкальной группы с вокалисткой Кэито Сакаи, действует с 2006 года, выпущено два альбома
- Perfume — продюсер, автор текстов, композитор с 2003 года.
- MEG — продюсер, автор текстов, композитор с 2007 года.
- NAGISA COSMETIC
- SARINA
- Иноуэ, Марина
- Kyary Pamyu Pamyu — автор текстов и музыки, продюсирование с 2011 года.
- Нацумэ Мито

Недавно[когда?] Наката сделал ремикс песни «Everything’s Gonna Be Alright» группы Sweetbox. Песня появится в проекте седьмого студийного альбома нового исполнителя Jamie Pineda. Наряду с этим, он выпустил ремикс песни «Freak» исполнительницы MEG для её альбома Beautiful 2009 года. Трек не будет включён на диск, но клип войдёт в ограниченное издание CD+DVD.
Помимо этого, Наката делал ремиксы на песни некоторых западных исполнителей, таких, как Kylie Minogue.